# Kamen Rider Super-1
Kamen Rider Super-1 (仮面ライダースーパーワン Kamen Raidā Sūpā Wan?) es el título de la séptima temporada de la franquicia Kamen Rider.

## Argumento
Kazuya Oki se ofrece voluntariamente para someterse a cirugía cibernética en el Programa Internacional de Desarrollo Espacial en los Estados Unidos con el fin de convertirse en un astronauta que pueda sobrevivir en el espacio exterior sin la necesidad de un traje externo voluminoso. Después de una operación exitosa, se le da el nombre en clave "Super-1". Antes de que pueda partir para el espacio, sin embargo, la base donde recibió su operación es atacada por el Reino Dogma. Solo Kazuya es capaz de escapar y decidido a vengar la muerte de los científicos, regresa a Japón y es entrenado por un experto en artes marciales, el Maestro Genkai. Con este conocimiento, es capaz de transformarse en el poderoso Kamen Rider Super-1 para luchar contra el malvado Reino Dogma y más tarde el Jin Dogma.

## Personajes

### Rider
- Kazuya Oki (沖 一也 Oki Kazuya?)/Kamen Rider Super-1 (仮面ライダースーパー１ Kamen Raidā Sūpā Wan?): Es un miembro del Programa de Desarrollo Espacial Internacional que se convierte en el cyborg Kamen Rider Super-1, junto con algunos de sus predecesores y sucesores, Kazuya inicialmente luchó por la venganza en lugar de la justicia, pero como la mayoría de ellos aprendió a luchar por lo correcto. Aunque algunas de sus acciones son cuestionables, (un gran ejemplo es que se ofreció para someterse a una cirugía para transformar su cuerpo en un cyborg completo, mientras que la mayoría de sus predecesores inicialmente se horrorizaron al dejar de ser normales).

### Aliados
- Genjirō Tani (谷源次郎 Tani Genjirō?): Un aliado de Skyrider. Provee toda la tecnología que Super-1 necesitará en su lucha contra el Reino Dogma.
- Maestro Genkai (玄海老師 Genkai Rōshi?): Un maestro en artes marciales que entrena a Kazuya para luchar contra Dogma.
- Profesor Henry (ヘンリー博士 Henrī Hakase?): El director del Programa de Desarrollo Espacial Internacional, responsable de la conversión de Kazuya en un cyborg.

### Villanos
- Reino Dogma (ドグマ王国 Doguma Ōkoku?): Una organización malvada del espacio exterior que busca matar a Super-1 y gobernar la tierra con sus cyborgs, purgando a todos los que se consideran indignos de la utopía.
  - Emperador Terror Macro (帝王テラーマクロ Teiō Terā Makuro?): Es el líder del Reino Dogma, un hombre de aspecto antiguo que se rodea de guardaespaldas.
  - General Megarl (メガール将軍 Megāru Shōgun?): es el único jefe eminente del Reino Dogma, originalmente era un humano llamado Masato Okuzawa (奥沢 正人 Okuzawa Masato?) hasta que un evento cinco años antes resultó en su unión al Reino Dogma.
- Jin Dogma (ジンドグマ Jin Doguma?): Fue la organización malvada que surgió después de que el Reino Dogma fue destruido.
  - Mariscal Demon (悪魔元帥 Akuma Gensui?): Es el verdadero líder del Reino Dogma sobre el Emperador Terror Macro y el líder directo del Jin Dogma. Un luchador cyborg de corazón frío que elogia la gloria de la cibernética.
  - Princesa Yokai (妖怪王女 Yōkai Ōjo?): Es un general de Jin Dogma.
  - Comandante Onibi (鬼火司令 Onibi Shirei?): Es un general irascible de Jin Dogma.
  - Doctor Ghost (幽霊博士 Yūrei Hakase?): Es un general inusual de Jin Dogma.
  - Bruja Oficial de Estado (魔女参謀 Majo Sanbō?): Es una hechicera voluptuosa y general de Jin Dogma.

## Episodios
1. La Gran Transformación del Hombre Remodelado para el Planeta (惑星用改造人間の大変身 Wakusei Yō Kaizō Ningen no Dai Henshin?)
2. ¡Ha llegado el momento de la batalla! El movimiento es el sincero puño de Shaolin (闘いの時来たり！技は赤心少林拳 Tatakai no Toki Kitari! Waza wa Sekishin Shōrin Ken?)
3. [¡Vamos! Los confines de la tierra, El Dorado de Dogma (行け！地の果てドグマの黄金郷 Ike! Chi no Hate Doguma no Ōgonkyō?)
4. ¡Corre, Kazuya! La marcha nupcial de la Muerte de Dogma (走れ一也！ドグマ死の結婚行進曲 Hashire Kazuya! Doguma Shi no Kekkon Kōshinkyoku?)
5. ¡Salta, Kazuya! La carrera de la máquina demoníaca (跳べ一也！悪魔のマシーンレース Tobe Kazuya! Akuma no Mashīn Rēsu?)
6. Ayuda, Los amantes de la mansión del nido de araña (助けて～ くもの巣館の恋人たち Tasuketē Kumo no Su Yakata no Koibito-tachi?)
7. La ecuación de Dogma, la computadora viviente (ドグマ式生きているコンピューター Doguma Shiki Ikiteiru Konpyūtā?)
8. ¡Lucha, Kazuya! El juicio de la muerte de Dogma (闘え一也！死のドグマ裁判 Tatakae Kazuya! Shi no Doguma Saiban?)
9. ¡¡Visto!! El secreto de la fábrica de remodelación de monstruos Dogma (見たぞ！！ドグマ怪人製造工場の秘密 Mita zo!! Doguma Kaijin Kaizō Kōjō no Himitsu?)
10. ¡¡Peligro!! El regalo de Navidad demoníaco (危うし！！悪魔のクリスマスプレゼント Ayaushi!! Akuma no Kurisumasu Purezento?)
11. ¡LLAMADA DE SOCORRO! ¡Kazuya! ¡¡Coopera con Dogma!! (ＳＯＳ！一也よドグマに協力せよ！！ Esu Ō Esu! Kazuya yo Doguma ni Kyōryoku seyo!!?)
12. ¡Aparece un enemigo formidable! El Puño sincero de Shaolin es derrotado (強敵あらわる！赤心少林拳敗れたり Kyōteki Arawaru! Sekishin Shōrin Ken Yaburetari?)
13. ¡Descubierto! La técnica mortal "flor de ciruelo" (見つけたり！必殺”梅花”の技 Mitsuketari! Hissatsu "Baika" no Waza?)
14. ¿Aniquilación de Dogma? El gas lacrimógeno del doctor demonio (ドグマ全滅？悪魔博士の笑いガス Doguma Zenmetsu? Akuma Hakase no Warai Gasu?)
15. Monstruo genio vs. Rider en un concurso de ingenio (天才怪人対ライダーの知恵くらべ Tensai Kaijin Tai Raidā no Chie Kurabe?)
16. ¡Ayuda! ¡El monstruo de un ojo viene a atacar! (助けて！一つ目怪人が襲ってくるよ Tasukete! Hitotsume Kaijin ga Osottekuru yo?)
17. ¡Quiero la sangre de Kazuya! Los extraños llamados de espadas (一也の血が欲しい！不思議な剣が呼ぶ Kazuya no Chi ga Hoshii! Fushigi na Ken ga Yobu?)
18. ¡¡Cinco manos cambian lo imposible!! (ファイブ・ハンドチェンジ不能！！ Faibu Hando Chenji Funō!!?)
19. ¡La escuela de tutoría demoníaca! El espantoso monstruo de radiocasetes (悪魔の学習塾！！恐怖のラジカセ怪人 Akuma no Gakushūjuku!! Kyōfu no Rajikase Kaijin?)
20. ¡A tu casa! El teléfono de Dogma suena esta noche (君の家に！ドグマの電話が今夜鳴る Kimi no Ie ni! Doguma no Denwa ga Konya Naru?)
21. ¡Orden de emergencia! ¡¡Roba las cinco manos!! (緊急指令！ファイブ・ハンドを奪え！！ Kinkyū Shirei! Faibu Hando o Ubae!!?)
22. ¡Duelo en el Cementerio de Monstruos! El final del general Megarl (怪人墓場の決闘！メガール将軍の最期 Kaijin Hakaba no Kettō! Megāru Shōgun no Saigo?)
23. ¿La verdadera identidad del eEmperador inmortal Terror Macro? (不死身の帝王テラーマクロの正体は？ Fujimi no Teiō Terā Makuro no Shōtai wa??)
24. ¡¡Vamos!! Escuadrón Junior Rider (レッツゴー！！ジュニア・ライダー隊 Rettsu Gō!! Junia Raidā Tai?)
25. ¡Incluso ataca aviones! El fuerte monstruo imán (飛行機も吸いよせる！！強力磁石怪人 Hikōki mo Suiyoseru!! Kyōryoku Jishaku Kaijin?)
26. ¿En el cuidado de un reloj? La trampa de Jin Dogma (時計にご用心？ジンドグマの罠！！ Tokei ni Goyōjin? Jindoguma no Wana!!?)
27. ¡Un amigo de los niños! ¿La identidad del niño X? (子供の味方！チャイルドＸの正体は？ Kodomo no Mikata! Chairudo Ekkusu no Shōtai wa??)
28. El monstruo vídeo extraño que hace copias de personas (人間を写しとる怪奇ビデオ怪人 Ningen o Utsushitoru Kaiki Bideo Kaijin?)
29. ¡¡Lluvia, lluvia, cae, cae! ¡El extraño hombre paraguas! (雨あめ降れふれ！怪奇傘男！！ Ame Ame Fure Fure! Kaiki Kasa Otoko!!?)
30. ¡Sper expreso malvado! Monstruo Patín (悪の超特急！ローラースケート怪人 Aku no Chō Tokkyū! Rōrāsukēto Kaijin?)
31. ¡Chupa a los humanos! Teme al Monstruo Spray (人間を吸いこむ！スプレー怪人の恐怖 Ningen o Suikomu! Supurē Kaijin no Kyōfu?)
32. ¡Cebo al Rider! Monstruo Caña de pescar aparece (ライダーを餌にしろ！釣り竿怪人出現 Raidā o Esa ni Shiro! Tsurizao Kaijin Shutsugen?)
33. ¡Luchemos a todos! El terrible Monstruo RC (みんなで闘おう！恐怖のラジコン怪人 Minna de Tatakaō! Kyōfu no Rajikon Kaijin?)
34. La luz roja mágica que Masaru encontró (マサルがひろった魔法の赤ランプ Masaru ga Hirotta Mahō no Aka Ranpu?)
35. ¡La extraña silla humana! La sala de ejecución! (怪奇イス人間！処刑の部屋！ Kaiki Isu Ningen! Shokei no Heya!?)
36. ¡La operación Snip-snap del Monstruo Tijeras! (ハサミ怪人のチョキンチョキン作戦！！ Hasami Kaijin no Chokinchokin Sakusen!!?)
37. ¡El gran Monstruo Brazo arriba! Combate a muerte en el faro !! (巨腕コマ怪人！灯台の死闘！！ Kyowan Koma Kaijin! Tōdai no Shitō!!?)
38. ¡Peligroso! ¡No entres donde está el Monstruo Refrigerador! (危い！冷蔵庫怪人の中に入るな！！ Abunai! Reizōko Kaijin no Naka ni Hairu na!!?)
39. ¿Dónde está el punto débil del Monstruo Encendedor? (強力ライター怪人の弱点はどこだ！！ Kyōryoku Raitā Kaijin no Jakuten wa Doko da!!?)
40. ¡Ah, los humanos se están derritiendo! Aparece el monstruo de jabón (あっ人間が溶ける！石けん怪人出現 Ā Ningen ga Tokeru! Sekken Kaijin Shutsugen?)
41. Kazuya en el zoológico ¿Escapar de la jaula bajo el agua es imposible? (動物園の一也、水中檻から脱出不能？ Dōbutsuen no Kazuya, Suichū Ori Kara Dasshutsu Funō??)
42. Gran fiesta de disfraces del Mariscal Demon (悪魔元帥の大仮装パーティー Akuma Gensui no Dai Kasō Pātī?)
43. ¿El mundo se está congelando? El poder del Monstruo Abanico Eléctrico (世界が凍る！？扇風機怪人の威力！ Sekai ga Kōru!? Senpūki Kaijin no Iryoku!?)
44. La influencia malvada del Monstruo Escalera (ニョキ・ニョキのびるハシゴ怪人の魔手 Nyokinyoki Nobiru Hashigo Kaijin no Mashu?)
45. El monstruo ShokaKing es más poderoso que lo que has considerado (君の考えた最優秀怪人ショオカキング Kimi no Kangaeta Saiyūshū Kaijin Shōkakingu?)
46. ¡El Mariscal Demon se enoja! Transformación, ¡Onibi! ¡¡Princesa!! (悪魔元帥怒る！変身せよ鬼火！王女！！ Akuma Gensui Ikaru! Henshin seyo Onibi! Ōjo!!?)
47. ¡Lluvia de oro! La trampa final del Doctor Ghost!! (黄金の雨！幽霊博士最後のワナ！！ Ōgon no Ame! Yūrei Hakase Saigo no Wana!!?)
48. ¡Adiós, Tierra! ¡Kazuya se dirige al espacio! (地球よさらば！一也宇宙への旅立ち！！ Chikyū yo Saraba! Kazuya Uchū e no Tabidachi!!?)

### Películas
- Kamen Rider Super-1 (仮面ライダースーパーワン Kamen Raidā Sūpā Wan??): Estrenada el 14 de marzo de 1981.

## Reparto
- Kazuya Oki: Shunsuke Takasugi
- Genjirō Tani: Nobuo Tsukamoto
- Maestro Genkai: Munemaru Kōda
- Profesor Henry: Wolf Ōtsuki
- Emperador Terror Macro:Akira Shioji
- General Megarl: Toshihiko Miki
- Mariscal Demon: Kentarō Kachi
- Princesa Yōkai: Yuki Yoshizawa
- Commandante Onibi: Hiroo Kawarazaki
- Profesor Ghost: Kazuo Suzuki
- Bruja oficial de estado: Yōko Tōdō
- Narrador: Shinji Nakae

## Temas musicales

### Tema de entrada
- Kamen Rider Super-1 (仮面ライダースーパー1 Kamen Raidā Sūpā Wan?)
  - Letra: Shotaro Ishinomori
  - Música: Shunsuke Kikuchi
  - Arreglos: Shunsuke Kikuchi
  - Intérprete: Shunsuke Takasugi ft. Kōrogi '73

### Temas de cierre
- Hi o Fuke Rider Ken (火を噴けライダー拳 Hi o Fuke Raidā Ken?, El ardiente puño Rider) (Episodios 1-23)
  - Letra: Saburō Yatsude
  - Música: Shunsuke Kikuchi
  - Arreglos: Shunsuke Kikuchi
  - Intérprete: Shunsuke Takasugi ft. Korōgi '73

- Junior Rider Tai no Uta (ジュニアライダー隊の歌 Junia Raidā Tai no Uta?, La canción del equipo Junior Rider) (Episodios 24-48)
  - Letra: Kei Akai
  - Música: Shunsuke Kikuchi
  - Arreglos: Shunsuke Kikuchi
  - intérprete: Ichirou Mizuki ft Columbia Yurikago-kai ft. Kōrogi '73

- Datos: Q1359537